# Avery Brooks
Avery Franklin Brooks (Evansville, Indiana, Estados Unidos; 2 de octubre de 1948), conocido como Avery Brooks, es un actor, director, cantante y educador estadounidense. Es famoso por haber interpretado a Benjamin Sisko en la serie Star Trek: Deep Space Nine y por haber interpretado a Hawk en la serie Spenser, detective privado y en el spin-off A Man Called Hawk.

## Biografía

### Primeros años
Avery Brooks nació el 2 de octubre de 1948 en una familia con talento musical. Sus padres son Samuel Brooks y Eva Lydia Crawford. Cuando tenía 8 años, él se mudó a Gary en Indiana. Más tarde asistió al Oberlin College, donde estudió música y teatro. Después de graduarse en Oberlin, se mudó a la ciudad de Nueva York para seguir su carrera como actor.

### Carrera
Al principio apareció en varias producciones de Broadway, incluidas "The Wiz" y "A Chorus Line". Por el camino también obtuvo una maestría en bellas artes de la Universidad de Rutgers en 1976 convirtiéndose así en el primer afroamericano en recibir un MFA en actuación y dirección en la universidad.
Luego empezó a aparecer en televisión. Consiguió la fama, cuando interpretó el personaje de Hawk, primero en la popular serie Spenser, detective privado (1985-1988) y luego en su propio spin-off, A Man Called Hawk (1989). También interpretó luego al mismo personaje en cuatro películas para televisión de Spenser, detective privado. En esos tiempos también interpretó a Tío Tom en el telefilme La cabaña del tío Tom (1987), por la que obtuvo una nominación al premio ACE como actor al año siguiente. Mientras tanto continuó teniendo éxito en Broadway apareciendo en la exitosa producción de Paul Robeson en 1988.
Después de un tiempo Brooks, en 1993, fue elegido como el Capitán Benjamin Sisko en Star Trek: Deep Space Nine. La serie duró siete temporadas y la actuación de Brooks como Sisko fue aclamada por la crítica.  Ganó gracias a esa serie dos premios y tres nominaciones y además dirigió 9 episodios de esa serie. Por el camino también apareció en la película American History X (1998). Desde entonces su actividad en televisión y cine se ha reducido en gran medida.
Brooks también es un cantante y músico. Como tal ha lanzado dos álbumes, "Song of My People" y "The Way I Feel". Cabe también destacar, que es conocido al respecto por su fuerte voz de barítono, en estilos de jazz y ópera. Como tal ha cantado con Butch Morris, Lester Bowie y Jon Hendricks. Actualmente también es profesor de artes teatrales en la Universidad de Rutgers.

### Vida privada
Está casado con Vicki Bowen y tiene tres hijos con ella. Sus nombres son Ayana, Asante y Cabral Brooks.

## Filmografía (selección)

### Películas
| Año  | Película                         | Personaje    | Notas     |
| ---- | -------------------------------- | ------------ | --------- |
| 1987 | La cabaña del tío Tom            | Tío Tom      | Telefilme |
| 1988 | Raíces: un regalo de Kunta Kinte | Cletus Moyer | Telefilme |
| 1993 | Spenser: Desaparecida            | Hawk         | Telefilme |
| 1993 | Spencer: Príncipes y Reyes       | Hawk         | Telefilme |
| 1994 | Spenser: Muerte accidental       | Hawk         | Telefilme |
| 1994 | Spenser: A Savage Place          | Hawk         | Telefilme |
| 1998 | American History X               | Sweeney      |           |

### Series
| Año       | Serie                      | Perosnaje      | Notas         |
| --------- | -------------------------- | -------------- | ------------- |
| 1985-1988 | Spenser, detective privado | Hawk           | 65 episodios  |
| 1989      | A Man Called Hawk          | Hawk           | 13 episodios  |
| 1993-1999 | Star Trek: Deep Space Nine | Benjamin Sisko | 173 episodios |